# Illés próféta

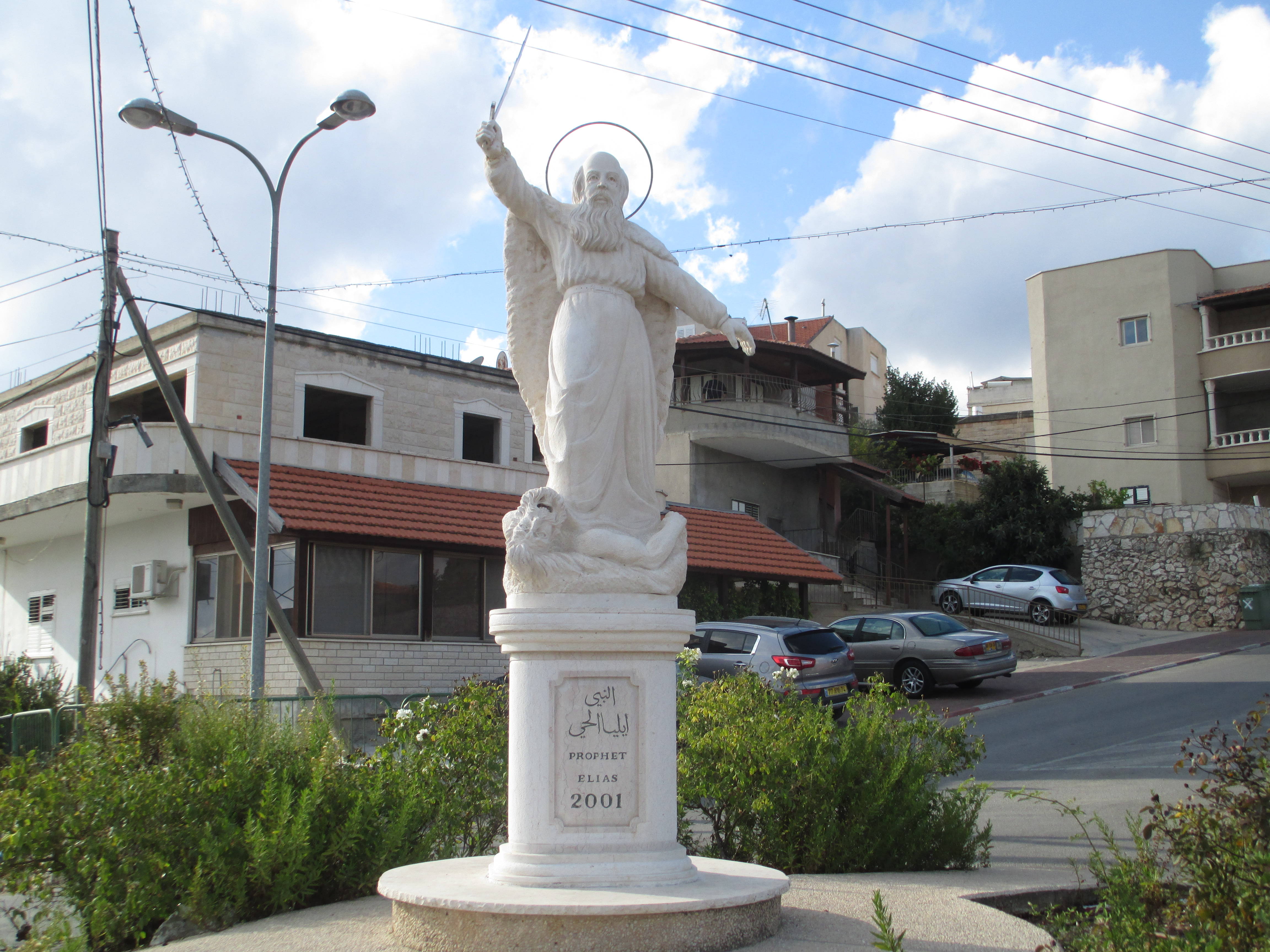
Illés szobra az észak-izraeli Fasszutában

Illés (néha Éliás, héber אליהו, Elijahu, jelentése „Jahve az én istenem”) i. e. 9. századi héber próféta a judaizmusban, a kereszténységben és az iszlámban. 
Az Ószövetség, a Talmud, a Misna és a Korán is ír róla. Malakiás egyik jövendölése szerint az ő visszatérte fogja megelőzni a Messiás megérkezését.

## Élete
Az izraeli Acháb király (Kr. e. 874-853) idején működött. A Királyok könyve szerint, amelynek egyik fő alakja, Tisbéből való. Sem személyéről, sem Tisbe hollétéről nem maradt fenn történelmi dokumentum. Feltűnés nélkül jelenik meg a Királyok könyvében, amikor egy visszaélés kapcsán felszólal Acháb és felesége, a türoszi származású Jezabel ellen. A királyné ezután hajtóvadászatot indított a próféták ellen, Illés és társai a Kerit-patak völgyében találtak menedéket. A szárazság miatt azonban előmerészkedett, és a föníciai Sarepta (bibliai Carefta, ma Sarafand, Libanon) városában egy özvegynél bujkált. Amikor Izraelben már reménytelenné vált az élelemhiány, Illés "párbajra" hívta Baál papjait Kármel-hegyére Szamária és Tirusz határán, hogy melyikük tud tüzet lehívni az égből. A szükségben segítséget nyújtó Isten képével akarja meggyőzni Izrael népét. És valóban, Isten tüzet küldött áldozatára, majd esőt a száraz országra.
Jezabel királyné ezek után elüldözte az országból, a Sínai-félszigetre ment, ahol Mózeshez hasonlóan a hegyen találkozott Istennel. A Biblia ettől kezdve rengeteg szövegrészt hoz az életéről, amelyek később Jézus tetteiben és szavaiban térnek vissza. Visszatértekor Illés kiválasztotta utódát Elizeus személyében.
Illés a mennybe került, melyet Elizeus úgy mesél el, hogy "egy tüzes szekér, tüzes lovakkal […] forgószéllel" vitte fel Isten az égbe.

### Főbb történetek a Bibliában
- Hollók táplálják a Kerit-pataknál az éhínség alatt
- Meglátogatja a careftai özvegyet, csodás módon ellátja étellel és feltámasztja a fiát
- A Kármel-hegyen versenybe száll Baál prófétáival
- Beérsebába menekül, ahol búskomorságba süllyed
- A Hórebhez megy a Sinai-félszigetre
- Felkeni Hazáelt Damaszkusz királyává
- Felkeni Elizeust az utódjává
- Vitába száll Akháb királlyal Nábót szőlője miatt
- Elizeussal Béthelbe megy
- Egy forgószél felviszi az égbe Jerikó közelében

## Az Újszövetségben
Jézus megdicsőülése idején Illéssel és Mózessel együtt jelent meg a tanítványai előtt.
Jézust, illetve Keresztelő Jánost a zsidók közül sokan Illés megtestesülésének gondolják.

## Bibliai szövegrészek
1Kir 21 / 1Kir 17 / 1Kir 18 / 1Kir 19 / 2Kir 2,1-17

### Könyvek
- Rainer Albertz: Illés - Isten tüzes harcosa (Kálvin Kiadó, Budapest, 2007)